# WR 134
WR 134 è una stella di Wolf-Rayet variabile appartenente alla costellazione del Cigno, distante circa 5700 al dal Sole. Essendo di magnitudine 8,08 non è visibile a occhio nudo, ma per la sua osservazione è sufficiente un binocolo. La stella è circondata da una debole nebulosa prodotta dall'intenso vento stellare emesso dall'astro.
Si tratta di una stella intrinsecamente molto luminosa (400.000 volte più luminosa del Sole). Tale luminosità non è dovuta tanto alla sua superficie radiante, in quanto la stella ha un raggio di 5,29 R☉, ma alla sua altissima temperatura superficiale di 63.100 K, tipica delle stelle di Wolf-Rayet. Come le stelle della sua classe WR 134 perde massa a ritmi molto elevati (4 ×10−5 M☉ ogni anno) tramite venti stellari molto veloci (1820 Km/s). Nata come una stella di classe spettrale O, la stella ha perduto una consistente frazione della sua massa iniziale, che è ora ridotta a 19 M☉.
La causa della variabilità di tale stella non è ancora stata stabilita con precisione. È stata classificata come variabile a eclisse di tipo Algol e ha ricevuto la designazione V1769 Cygni; tuttavia le variazioni sono irregolari e il periodo varia da ore a giorni. Morel et al. (1999) individuano un periodo di 2,25 ± 0,05 giorni nelle variazioni delle linee spettrali, benché esso non abbia un corrispettivo chiaro nelle rilevazioni fotometriche. Gli studiosi argomentano che, più che alla presenza di un compagno compatto (una stella di neutroni o un buco nero), le variazioni devono essere imputate a una non omogenea emissione di vento stellare da parte della stella e, pertanto, alla rotazione dell'astro su se stesso.
Rustamov & Cherepashchuk (2012) suggeriscono un periodo di 1,887 giorni nelle variazioni spettroscopiche e delle variazioni irregolari di 0,1 magnitudini con periodi di minuti o giorni nella luminosità della stella. Avanzano l'ipotesi che le variazioni spettroscopiche siano dovute alla presenza di una compagna di piccola massa, di classe spettrale M o K.
WR 134 emette raggi X sia molli che duri, ma la loro origine non ha trovato ancora una spiegazione plausibile. La radiazione di raggi X sembra essere troppo massiccia per derivare da una stella singola. In particolare, gli shock che occorrono nell'intenso e veloce vento stellare non dovrebbero essere sufficienti a produrre la radiazione osservata. D'altra parte, se fosse presente una compagna massiccia come un buco nero o una stella di neutroni, l'accelerazione che essa causerebbe nel vento stellare dovrebbe produrre maggiori quantità di raggi X rispetto a quelli osservati.